# بریجپورت (شیکاگو)
بریجپورت (به انگلیسی: Bridgeport) یک منطقهٔ مسکونی در ایالات متحده آمریکا است که در شیکاگو واقع شده‌است. بریجپورت ۵٫۴۴ کیلومتر مربع مساحت و ۳۳٬۷۰۲ نفر جمعیت دارد.